# Ribeirão Preto
Ribeirão Preto är en stad och kommun i Brasilien och ligger i delstaten São Paulo. Folkmängden i kommunen uppgick år 2014 till cirka 660 000 invånare.

## Administrativ indelning
Kommunen var år 2010 indelad i två distrikt:
- Bonfim Paulista
- Ribeirão Preto